# پیتزا هاوایی

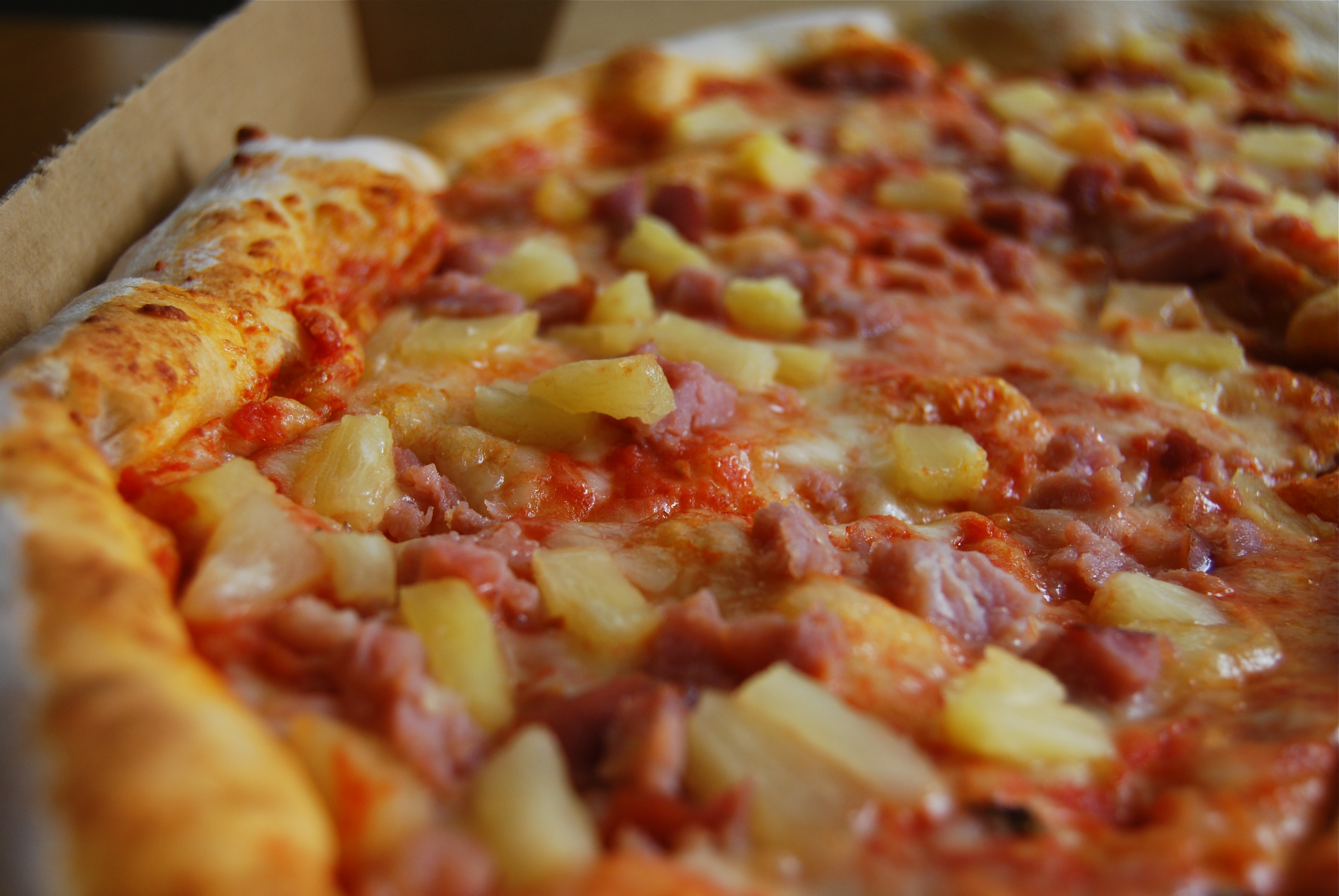
پیتزا هاوایی با تکه‌های آناناس

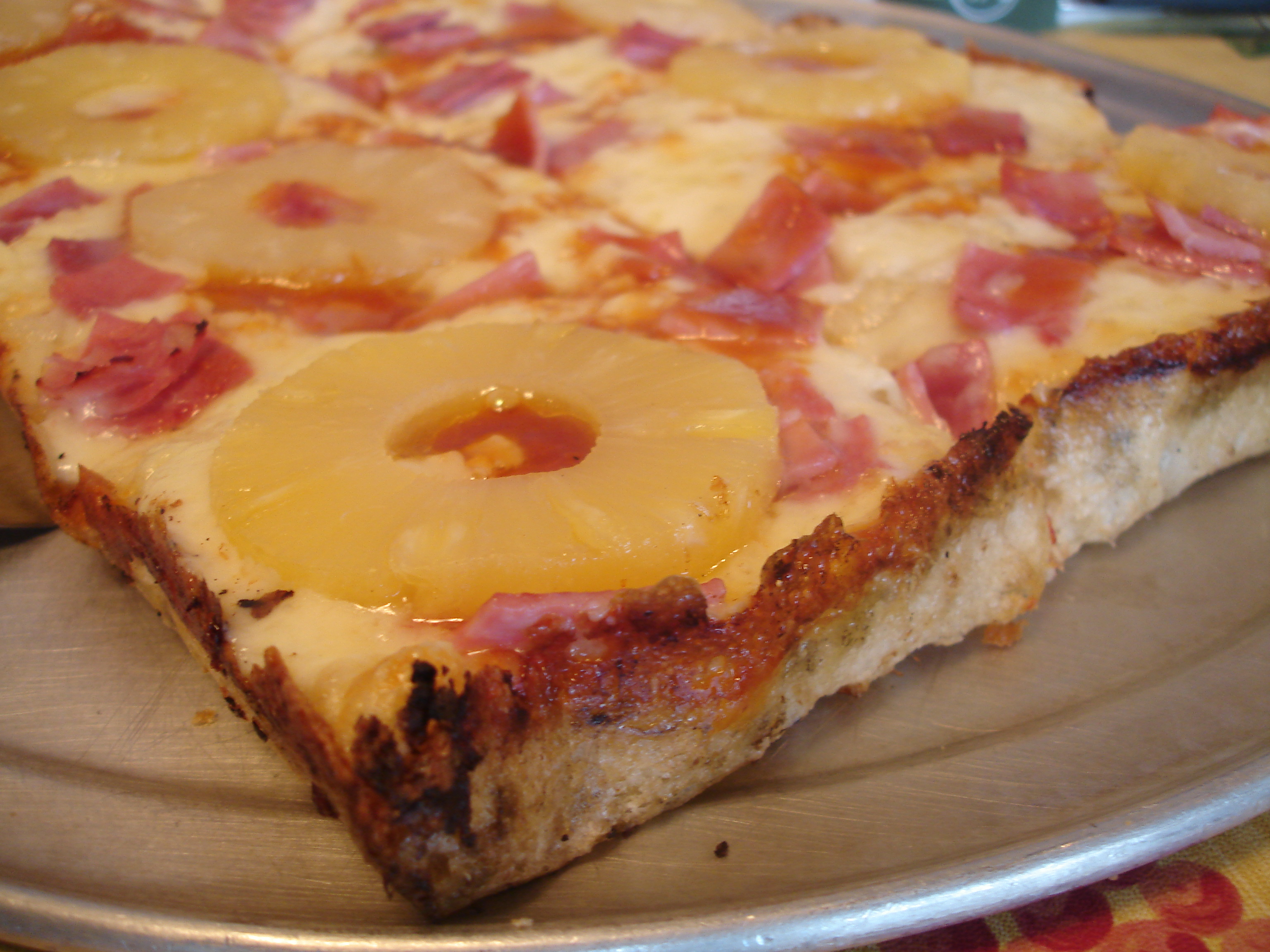
یک تکه پیتزا تابه ای هاوایی

پیتزا هاوایی یک پیتزا است که منشأ آن کانادا است، و به‌طور سنتی با آناناس، سس گوجه فرنگی، پنیر، و ژامبون یا بیکن روی آن ریخته می‌شود.

## تاریخچه
سام پانوپولوس، یک کانادایی یونانی الاصل، اولین پیتزای هاوایی را در رستوران ماهواره در چاتهام، انتاریو، کانادا در سال ۱۹۶۲ ایجاد کرد. پانوپولوس تا حدی با الهام از تجربه خود در تهیه غذاهای چینی که معمولاً طعم‌های شیرین و خوش طعم را با هم ترکیب می‌کنند، با افزودن آناناس، ژامبون، بیکن و سایر مواد افزودنی آزمایش کرد. این اضافات در ابتدا چندان محبوب نبودند.
افزودن آناناس به ترکیب سنتی سس گوجه‌فرنگی و پنیر، همراه با ژامبون یا بیکن، بعداً در سطح محلی رایج شد و در نهایت به یکی از محصولات اصلی پیتزافروشی‌ها در مقیاس جهانی تبدیل شد. نام این آفرینش در واقع به هیچ وجه مستقیماً از ایالت هاوایی ایالات متحده الهام گرفته نشده‌است. پانوپولوس نام هاوایی را پس از نام تجاری آناناس کنسروشده‌ای که در آن زمان استفاده می‌کردند، انتخاب کرد.
در آلمان، پیتزای هاوایی گونه‌ای از نان تست هاوایی با ژامبون، آناناس و پنیر است که در ابتدا توسط اولین آشپز تلویزیون آلمانی کلمنس ویلمنرود در سال ۱۹۵۵ معرفی شد.
در ایالات متحده، برخی از رستوران‌ها از سس تنوری و گوشت خوک با آناناس و پنیر به عنوان جایگزینی برای ترکیب سنتی‌تر که شامل سس گوجه‌فرنگی و ژامبون یا بیکن است استفاده می‌کنند.

## در رسانه‌های مردمی
در سال ۲۰۱۴، تایم پیتزای هاوایی را برای اولین بار در فهرست «۱۳ پیتزای تاثیرگذار تمام دوران» قرار داد.
در سال ۲۰۱۷، رئیس‌جمهور ایسلند، گونی تی. جوهانسون در طی یک پرسش و پاسخ به گروهی از دانش‌آموزان دبیرستانی گفت که اساساً با گذاشتن آناناس روی پیتزا مخالف است. او به شوخی اضافه کرد که اگر بتواند آناناس را به عنوان رویه پیتزا ممنوع می‌کند، تا زمانی که ۳۰ درصد از آرای زیر ۲۱ سال را کسب کند. سخنان او که از کافه خارج شده بود، انبوهی از پوشش رسانه ای را ایجاد کرد و بسیاری را، صرف نظر از ذائقه پیتزای هاوایی، الهام بخشید تا نظرات خود را در رسانه‌های اجتماعی بیان کنند. افراد مشهور علاقه یا تنفر خود را نسبت به پیتزای هاوایی به اشتراک گذاشتند، از جمله نخست‌وزیر کانادا، جاستین ترودو، که با ارسال توییتی از آن حمایت کرد: «من یک آناناس دارم. من پیتزا دارم و من پشت این خلقت خوشمزه جنوب غربی انتاریو ایستاده‌ام." پانوپولوس که در آن زمان از کسب و کار رستوران بازنشسته شد، توسط برخی رسانه‌ها برای دفاع از خلقت خود فراخوانده شد.
گوئنی بعداً توضیح داد که او فقط شوخی می‌کرد و قدرت ممنوع کردن تاپینگ‌های خاص روی پیتزا را نداشت. او افزود که حتی او دوست ندارد در کشوری زندگی کند که رهبر بتواند هر چیزی را که آنها دوست ندارند ممنوع کند.
نویسنده آمریکایی جان گرین در مورد منشأ و گستره جهانی این غذا تأمل کرد و به اختراع کانادایی آن توسط یک مهاجر یونانی اشاره کرد که با الهام از غذاهای چینی برای قرار دادن یک میوه آمریکای جنوبی روی یک غذای ایتالیایی که بیشترین محبوبیت خود را در استرالیا به دست آورده‌است.
دستور العمل‌های وگان برای پیتزا هاوایی نیز به‌طور گسترده در دسترس است و در وب و رسانه‌های اجتماعی فراوان است.

## نظرسنجی‌ها
هاوایی محبوب‌ترین پیتزا در استرالیا در سال ۱۹۹۹ بود و ۱۵ درصد از فروش پیتزا را به خود اختصاص داد.
بررسی سال ۲۰۱۵ از غذای آماده در بریتانیا که از طریق Just Eat اجرا می‌شد، پیتزا هاوایی را رایج‌ترین موجود دانست. نظرسنجی هریس در سال ۲۰۱۶ از بزرگسالان ایالات متحده، آناناس را در ۳ تایپ پیتزای برتر قرار داد که کمتر مورد علاقه آنهاست، قبل از آنچوی و قارچ.
بر اساس نظرسنجی یوگاو Omnibus در سال ۲۰۱۹، ۱۲ درصد از آمریکایی‌هایی که پیتزا می‌خورند می‌گویند که آناناس یکی از سه تاپینگ مورد علاقه‌شان برای پیتزا است و ۲۴ درصد می‌گویند که آناناس یکی از کم‌طرف‌ترین رویه‌های پیتزا است. با این حال، این مورد منفورترین رویه نبود، زیرا سایر مواد حتی در نظرسنجی بسیار محبوب نبودند: آنچوی و بادمجان.